# Colson Whitehead
Colson Whitehead teljes nevén Arch Colson Chipp Whitehead (New York, 1969. november 6. –) amerikai regényíró. Nyolc regény szerzője, köztük 1999-ben megjelent debütáló műveinek, a The Intuitionist és a The Underground Railroad (2016), amelyekért 2016-ban elnyerte a szépirodalmi Nemzeti Könyvdíjat és 2017-ben a Pulitzer-díjat is; 2020-ban ismét elnyerte a szépirodalmi Pulitzer-díjat a The Nickel Boys című regényéért, így egyike lett annak a négy írónak, aki kétszer nyerte el a díjat. Két ismeretterjesztő könyve is megjelent. 2002-ben MacArthur Genius Grant-ot kapott.

## Élete
Arch Colson Chipp Whitehead New Yorkban született és Manhattanben nőtt fel. Egyike a sikeres vállalkozó szülők négy gyermekének, akiknek volt egy vezetői toborzó cége. Manhattani gyerekként Whitehead keresztneve volt: Arch. Később Chippre váltott, mielőtt Colsonra. A manhattani Trinity Schoolba járt, és 1991-ben diplomázott a [Harvard Egyetem]en. Az egyetemen összebarátkozott Kevin Young költővel.
Karrierje elején Whitehead a brooklyni Fort Greene-ben élt. Manhattanben él, és van egy otthona a Long Island-i Sag Harborban. Felesége, Julie Barer irodalmi ügynök, két gyermekük van.

## Pályafutása
A főiskola elvégzése után Whitehead írt a The Village Voice hírlapba. Miközben a Voice-nál dolgozott, elkezdte első regényeinek megfogalmazását.
Azóta tizenegy könyv terjedelmű művet készített – kilenc regényt és két nem szépirodalmi művet, köztük egy meditációt a manhattani életről E. B. White stílusában. Az Esquire magazin a The Intuitionist című művét az év legjobb első regényének nevezte, a GQ pedig „az ezredforduló egyik legjobb regényének” tartotta. John Updike „ambiciózusnak”, „csillogónak” és „feltűnően eredetinek” nevezte. A Rochester Institute of Technology Common Novelnek jelölte. A jelölés az intézet régi hagyománya, az elismerésben olyan szerzők részesültek, mint Maya Angelou, Andre Dubus III, William Joseph Kennedy és Anthony Swofford.
Whitehead non-fiction-jai, esszéi és recenziói számos publikációban jelentek meg, köztük a The New York Times-ban, a The New Yorker-ben, a Grantában és a Harper's-ben.

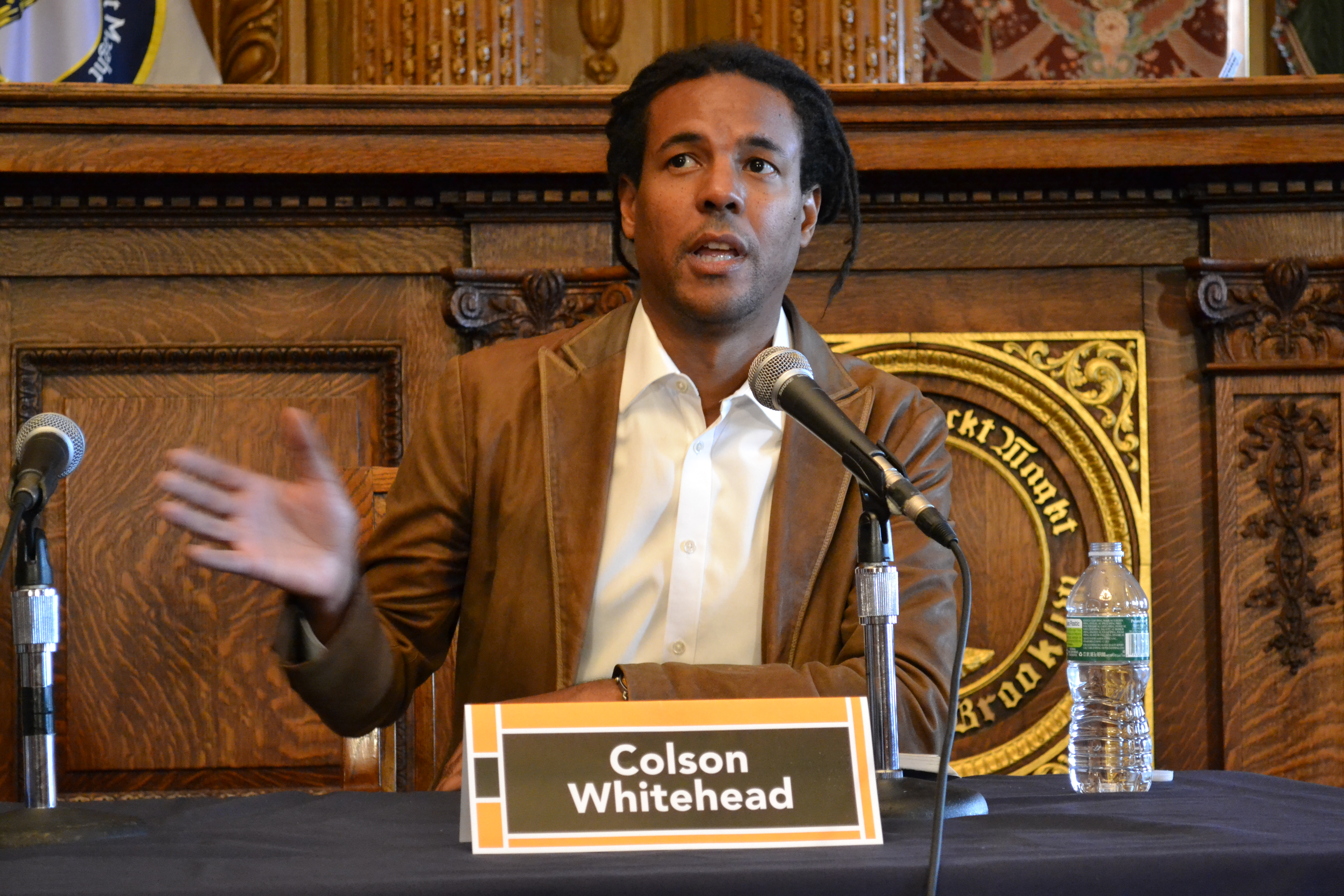
Whitehead a 2011-es brooklyni könyvfesztiválon

Whitehead tanított a Princeton Egyetemen, a New York Egyetemen, a Houstoni Egyetemen, a Columbia Egyetemen, a Brooklyn College-ban, a Hunter College-ban és a Wesleyan Egyetemen. Rezidens íróként dolgozott a Vassar College-ban, a Richmondi Egyetemen és a Wyomingi Egyetemen.
2015 tavaszán csatlakozott a The New York Times Magazine-hoz, hogy nyelvi rovatot írjon.
2016-ban megjelent regénye, a The Underground Railroad az Oprah's Book Club 2.0 válogatása volt, és Barack Obama elnök az öt könyv egyikének választotta a nyári vakációjának olvasmánylistáján. 2017 januárjában elnyerte a Carnegie Medal for Excellence in Fiction-t az American Library Association Mid-Winter konferenciáján Atlantában. Colsont a Zora Neale Hurston/Richard Wright Alapítvány 2017-es Hurston/Wright-díjjal tüntette ki. A The Underground Railroad nyerte a 2017-es szépirodalmi Pulitzer-díjat. A díj bírái a regényt "a realizmus és az allegória okos ötvözetének nevezték, amely ötvözi a rabszolgaság erőszakát és a menekülés drámáját egy mítoszban, amely a kortárs Amerikáról szól".
Hetedik regénye, a The Nickel Boys 2019 júliusában jelent meg. A regényt a floridai Dozier School for Boys valós története ihlette, ahol a kisebb bűncselekményekért elítélt gyerekek erőszakos bántalmazást szenvedtek el. A The Nickel Boys megjelenésével összefüggésben Whitehead felkerült a Time magazin 2019. július 8-i kiadásának borítójára, az „America's Storyteller” szalagsor mellett. A Nickel Boys megnyerte a 2020-as szépirodalmi Pulitzer-díjat. A díjat elbíráló bírák a regényt "a Jim Crow-korszak floridai reformiskolájában tapasztalható visszaélések pusztító feltárásának nevezték, amely végső soron az emberi kitartás, méltóság és megváltás erőteljes története". Ez Whitehead második győzelme, ezzel ő a negyedik író a történelemben, aki kétszer nyerte el a díjat. 2022-ben bejelentették, hogy Whitehead ügyvezető producerként fogja készíteni az azonos című filmadaptációt.
Nyolcadik regénye, a Harlem Shuffle a The Nickel Boys megírása előtt fogant és kezdődött. Ez egy krimi, amely Harlemben játszódik az 1960-as években. Whitehead éveket töltött a regény megírásával, és végül "harapásnyi darabokban" fejezte be a New York-i COVID-19 világjárvány idején karanténban töltött hónapok alatt. A Harlem Shuffle a Doubleday gondozásában jelent meg 2021. szeptember 14-én.
2023. július 18-án jelent meg a Crook Manifesto, Whitehead kilencedik regénye és a Harlem Shuffle folytatása.

## Díjai
- 2000 Whiting Award
- 2002 MacArthur Fellowship
- 2007 Cullman Center for Writers and Scholars Fellowship
- 2012 Dos Passos Prize[38]
- 2013 Guggenheim Fellowship
- 2018 Harvard Arts Medal[61]
- 2020 Library of Congress Prize for American Fiction[62]
- 2023 National Humanities Medal

For The Intuitionist
- Quality Paperback Book Club New Voices Award
- Finalist, Hemingway Foundation/PEN Award

For John Henry Days
- Young Lions Fiction Award
- Anisfield-Wolf Book Award
- Finalist, Pulitzer Prize
- Finalist, National Book Critics Circle
- Finalist, Los Angeles Times Book Prize

For Apex Hides the Hurt
- PEN Oakland/Josephine Miles Literary Award

For Sag Harbor
- Finalist, PEN/Faulkner Award for Fiction
- Finalist, Hurston-Wright Legacy Award

For Zone One
- Finalist, Hurston-Wright Legacy Award

For The Underground Railroad
- National Book Award for Fiction, 2016[63]
- Carnegie Medal for Excellence in Fiction, 2017[64]
- Pulitzer Prize for Fiction, 2017
- Booker Prize, 2017 - Longlist
- Arthur C. Clarke Award, 2017
- International Dublin Literary Award, 2018 - Longlist

For The Nickel Boys
- Pulitzer Prize for Fiction, 2020[65]
- Orwell Prize for Political Fiction, 2020[66]
- Kirkus Prize for Fiction, 2019[67]

## Művei

### Regények
- The Intuitionist (1999), ISBN 0-385-49299-5
- John Henry Days (2001), ISBN 0-385-49819-5
- Apex Hides the Hurt (2006), ISBN 0-385-50795-X
- Sag Harbor (2009), ISBN 0-385-52765-9
- Zone One (2011), ISBN 978-0-385-52807-8
- The Underground Railroad (2016), ISBN 978-0-385-54236-4
  - A földalatti vasút – XXI. Század, Budapest, 2017 (Kult könyvek sorozat)· ISBN 9786155638688 · Fordította: Gy. Horváth László
- The Nickel Boys (2019), ISBN 978-0-385-53707-0
  - A Nickel-fiúk – XXI. Század, Budapest, 2019 · ISBN 9786155955327 · Fordította: Pék Zoltán
- Harlem Shuffle (2021), ISBN 978-0-385-54513-6
  - Harlemi kavarás – XXI. Század, Budapest, 2021 · ISBN 9789635680788 · Fordította: Pék Zoltán
- Crook Manifesto (2023), ISBN 978-0-385-54515-0
  - Alvilági becsület – XXI. Század, Budapest, 2023 · ISBN 9789635684236 · Fordította: Pék Zoltán

### Ismeretterjesztő
- The Colossus of New York (2003), ISBN 978-0385507943
- The Noble Hustle: Poker, Beef Jerky & Death (2014), ISBN 978-0385537056

### Esszék
- (2001. november 11.) „Lost and Found”. The New York Times Magazine.
- A Psychotronic Childhood (2012. június 4.)
- Hard Times in the Uncanny Valley. Grantland . ESPN, 2012. augusztus 24.
- Occasional Dispatches from the Republic of Anhedonia. Grantland . ESPN, 2013. május 19.

### Novellák
- (2004. szeptember 1.) „Down in Front”. Granta (86: Film). (subscription required)
- The Gangsters (2008. december 22.)
- The Match (2019. április 1.)
- The Theresa Job (2021. július 26.)

## Egyéb információk
- Honlapja
- Profile at The Whiting Foundation
- "Életem könyvei | Colson Whitehead: "Amikor olvastam a Láthatatlan embert, arra gondoltam, hogy talán van hely egy olyan fekete furcsaságnak, mint én", The Guardian, April 14, 2023.

## Fordítás
- Ez a szócikk részben vagy egészben  a   Colson Whitehead című angol Wikipédia-szócikk fordításán alapul.  Az eredeti cikk szerkesztőit annak laptörténete sorolja fel. Ez a jelzés csupán a megfogalmazás eredetét és a szerzői jogokat jelzi, nem szolgál a cikkben szereplő információk forrásmegjelöléseként.